# Dirk Bremser
Dirk Bremser (* 1. Oktober 1965 in Bochum) ist ein ehemaliger deutscher Fußballspieler und jetziger -trainer. Er arbeitete in seiner gesamten Trainerkarriere hauptsächlich als Co-Trainer von Dieter Hecking.

## Karriere als Spieler
Bremser begann seine Karriere beim VfL Bochum, zu dessen Bundesligakader er bis 1987 gehörte. Zur Saison 1987/88 wechselte er zum Drittligisten Preußen Münster in die Oberliga Westfalen, mit dem er 1989 in die 2. Bundesliga aufstieg. 1990 wechselte Bremser zum Ligarivalen MSV Duisburg, mit dem er in der Saison 1990/91 den Aufstieg in die Bundesliga schaffte. Da er dort den Klassenerhalt verpasste, wechselte er 1992 zu Bayer 05 Uerdingen, mit dem er jedoch erneut in die 2. Bundesliga abstieg. Daraufhin spielte er vier Jahre lang mit Hertha BSC in der 2. Bundesliga. Nach dem Aufstieg in der Saison 1996/97 verließ er Hertha BSC und spielte mit dem VfB Lübeck und Holstein Kiel drei Jahre lang in der Regionalliga, bevor er seine Karriere beendete.

## Karriere als Trainer
Zur Saison 2000/01 wurde Bremser Co-Trainer von Uwe Erkenbrecher beim VfB Lübeck. Nach dessen Entlassung im November 2000 arbeitete Bremser bis März 2001 als Trainer beim VfB Lübeck, bevor er nach der Verpflichtung von Dieter Hecking wieder ins zweite Glied rückte. Unter Hecking und Bremser stieg der VfB 2002 in die 2. Bundesliga auf. Nach der Saison 2003/04, in der man im DFB-Pokal erst im Halbfinale am späteren Double-Sieger Werder Bremen scheiterte, stiegen die Lübecker wieder in die Regionalliga Nord ab.
Zur Saison 2004/05 wechselte er mit Hecking zum Zweitligisten Alemannia Aachen. In der Saison 2005/06 erreichten sie den Aufstieg in die Bundesliga. Nach dem Wechsel von Dieter Hecking zu Hannover 96 im September 2006 arbeitete er zunächst als Interimscoach weiter und trainierte die Mannschaft beim DFB-Pokalspiel gegen den Chemnitzer FC. Nachdem Alemannia Aachen die Verpflichtung von Michael Frontzeck als Hecking-Nachfolger bekannt gegeben hatte, verließ Bremser den Verein. Von September 2006 bis August 2009 arbeitet Bremser als Co-Trainer bei Hannover 96 mit Hecking, assistierte danach dem Hecking-Nachfolger Andreas Bergmann und musste dann am 20. Januar 2010 dem neuen Trainergespann um Mirko Slomka weichen.
Zum 7. Februar 2010 wurde die Verpflichtung Bremsers als Co-Trainer des 1. FC Nürnberg bekanntgegeben, bei dem er wieder Hecking assistierte. Zum 1. Januar 2013 wechselte er als Co-Trainer zum VfL Wolfsburg. Er folgte damit „seinem Chef“ Dieter Hecking ein weiteres Mal zur nun insgesamt fünften gemeinsamen Station. Gemeinsam gewannen sie 2015 den DFB-Pokal. Im Oktober 2016 wurde er gemeinsam mit Dieter Hecking vom VfL Wolfsburg freigestellt. Am 4. Januar 2017 wurde Bremser als neuer Co-Trainer von Borussia Mönchengladbach vorgestellt; erneut assistierte er dabei an der Seite von Dieter Hecking.
Zur Saison 2019/20 wechselten Hecking und Bremser in gewohnter Konstellation zum Zweitligisten Hamburger SV. Sie verpassten auf dem 4. Platz den Wiederaufstieg in die Bundesliga. Der Vertrag von Hecking und Bremser hätte sich nur bei einem Aufstieg automatisch um ein Jahr verlängert. Auf eine weitere Zusammenarbeit konnte sich der Sportvorstand Jonas Boldt mit Hecking nicht einigen, sodass auch Bremser mit ihm den HSV verließ. Während Hecking zur Saison 2020/21 Sportvorstand des Zweitligisten 1. FC Nürnberg wurde, pausierte Bremser ein Jahr.
Zur Saison 2021/22 wurde Bremser Co-Trainer von Ole Werner bei Holstein Kiel. Nach einem Fehlstart mit fünf Punkten aus den ersten sieben Spielen trat Werner als Cheftrainer zurück, woraufhin Bremser die Mannschaft interimsweise übernahm. Er betreute die Mannschaft bei einem 2:1-Sieg gegen den SC Paderborn 07 sowie einer 0:2-Niederlage gegen Hansa Rostock und rückte anschließend unter dem neuen Cheftrainer Marcel Rapp wieder auf die Co-Trainer-Position.